# Джанфранко Розі
Джанфра́нко Ро́зі (італ. Gianfranco Rosi; нар. 1963 (за іншими джерелами — 1964), Асмера, Еритрея) — італійський кінорежисер-документаліст, сценарист, кінооператор та продюсер. Багаторазовий лауреат та номінант низки престижних фестивальних та професійних кінонагород .

## Біографія
Джанфранко Розі народився 30 листопада 1963 року в Асмері, Еритрея (у той період — провінція Ефіопії). Через початок війни за незалежність у віці 13 років був евакуйований військовим літаком один, без своїх італійських батьків, в Італію, деякий час жив у Римі та Стамбулі, у 1980-і роки переїхав до Нью-Йорку, де закінчив кіношколу при Нью-Йоркському університеті. Має подвійне громадянство — Італії та США.
У своїх фільмах Розі виступає одночасно в кількох іпостасях, у більшості випадків — як режисер, сценарист і оператора, кілька разів продюсував свої стрічки.
У 1993 році Джанфранко Розі зняв свій перший фільм середнього метражу — «Човняр» — про своє плавання у човні по річці Ганг і знайомство з індійськими релігійними вченнями. Першою повнометражною стрічкою режисера став документальний фільм 2008 року «Нижче рівня моря» (про життя громади бездомних пост-бітників у каліфорнійській пустелі), що був відзначений на багатьох кінофестивалях (зокрема, премією журі «Горизонти» за найкращий документальний фільм на 65-му Венеційському кінофестивалі). У 2010 році зняв фільм-інтерв'ю з кілером мексиканської наркомафії зі Сьюдад-Хуареса під назвою «Найманий вбивця: Кімната 164».
У 2013 році новий фільм Розі «Священна римська кільцева» отримав «Золотого лева» 70-го Венеційського кінофестивалю. На думку критики, стрічка викликає асоціації з книгою Італо Кальвіно «Невидимі міста». Сам Розі заявив, що хотів розповісти історію, яка виходить за межі повсякденності, про зростаючу в Італії кризу ідентичності окремо взятої людини.
У 2016 році документальний фільм Розі «Море у вогні» про проблеми нелегальної імміграції, знятий на острові Лампедуза, куди в першу чергу дістаються біженці з африканського континенту, що прагнуть потрапити на територію Євросоюзу, отримав на 66-му Берлінському кінофестивалі «Золотого ведмедя», а 26 вересня 2016 року був відібраний для представлення Італії в категорії «Найкращий документальний повнометражний фільм» премії «Оскар». 10 грудня у Вроцлаві фільму присуджена Премія Європейської кіноакадемії як найкращому документальному фільму.

## Фільмографія
| Рік  | Назва українською            | Оригінальна назва    | Режисер | Сценарист | Продюсер | Оператор |
| ---- | ---------------------------- | -------------------- | ------- | --------- | -------- | -------- |
| 1993 | Човняр                       | Boatman              | Так     |           |          |          |
| 2001 | Післямова                    | Afterwords           | Так     |           |          | Так      |
| 2008 | Нижче рівня моря             | Below Sea Level      | Так     | Так       | Так      | Так      |
| 2005 | Одержимий обличчям           | Face Addict          |         |           |          | Так      |
| 2010 | Найманий вбивця: Кімната 164 | El Sicario, Room 164 | Так     | Так       | Так      | Так      |
| 2013 | Священна римська кільцева    | Sacro GRA            | Так     | Так       |          | Так      |
| 2016 | Море у вогні                 | Fuocoammare          | Так     | Так       | Так      | Так      |

## Визнання
| Гавайський міжнародний кінофестиваль |                                        |        |           |
| Рік                                  | Категорія/Нагорода                     | Фільм  | Результат |
| 1900                                 | Приз за найкращий документальний фільм | Човняр | Перемога  |

| Венеційський міжнародний кінофестиваль |                                                    |                              |          |
|                                        |                                                    |                              |          |
| 2008                                   | Приз Венеційські горизонти за документальний фільм | Нижче рівня моря             | Перемога |
| 2008                                   | Приз Doc/It                                        | Нижче рівня моря             | Перемога |
| 2009                                   | Приз ФІПРЕССІ                                      | Найманий вбивця: Кімната 164 | Перемога |
| 2013                                   | Золотий лев                                        | Священна римська кільцева    | Перемога |
| 2013                                   | Нагорода Leoncino d'Oro Agiscuola                  | Священна римська кільцева    | Перемога |

| Премія Європейської кіноакадемії |                                             |                           |           |
|                                  |                                             |                           |           |
| 2009                             | Найкращий європейський документальний фільм | Нижче рівня моря          | Номінація |
| 2014                             | Найкращий європейський документальний фільм | Священна римська кільцева | Номінація |
| 2016                             | Найкращий європейський документальний фільм | Море у вогні              | Перемога  |
| 2016                             | Приз глядацьким симпатій                    | Море у вогні              | Номінація |
| 2016                             | Приз Європейського університету             | Море у вогні              | Номінація |

| Берлінський міжнародний кінофестиваль |                                         |              |          |
|                                       |                                         |              |          |
| 2016                                  | Золотий ведмідь                         | Море у вогні | Перемога |
| 2016                                  | Приз екуменічного журі                  | Море у вогні | Перемога |
| 2016                                  | Приз Amnesty International              | Море у вогні | Перемога |
| 2016                                  | Приз журі читачів «Berliner Morgenpost» | Море у вогні | Перемога |

| Давид ді Донателло |                   |              |           |
|                    |                   |              |           |
| 2016               | Найкращий фільм   | Море у вогні | Номінація |
| 2016               | Найкращий режисер | Море у вогні | Номінація |

| Італійський національний синдикат кіножурналістів |                                                             |              |          |
|                                                   |                                                             |              |          |
| 2016                                              | Спеціальна Срібна стрічка за найкращий документальний фільм | Море у вогні | Перемога |

| Золотий глобус (Італія) |                          |              |          |
|                         |                          |              |          |
| 2016                    | Гран-прі іноземної преси | Море у вогні | Перемога |

| Оскар |                                |              |           |
|       |                                |              |           |
| 2017  | Найкращий документальний фільм | Море у вогні | Номінація |

| Сезар |                          |              |           |
|       |                          |              |           |
| 2017  | Найкращий дебютний фільм | Море у вогні | Номінація |